# Мартин Георгиев
Мартин Георгиев е български диригент и композитор.

## Биография
През 2002 г. завършва средното училище по изкуствата „Добри Христов“. Още по това време композира концерт за вибрафон и маримба, който представя и на Международния музикален фестивал „Варненско лято“'2002. Бакалавърска степен по ударни инструменти придобива в Музикалната академия в София, като е изучавал композиция и дирижиране при Васил Казанджиев, Красимир Тасков, Пламен Джуров и Милко Коларов.
Защитил е докторат по композиция в Кралската академия за музика в Лондон с главен научен ръководител Др. Филип Кешиън и консултанти сър Питър Максуел Дейвис, Сър Харисън Бъртуисъл, Джулиан Андерсън и др., в рамките на който развива иновативна композиционна техника – „Морфираща Модалност“ на базата на основни принципи от теорията и практиката на Българската и Византийската Православна Църковно-Певческа традиция, Музикалната Когнитивна и Перцептивна Психология и техниката на „Морфиращите Образи“ от визуалните изкуства. Завършил е Магистратура по Дирижиране в Кралската Академия за Музика в Лондон при Колин Метърс, Сър Колин Дейвис и Джордж Хърст, за която му е присъдена Мемориалната Награда „Фред Саутхол“.
От 2013 е асистент диригент на Кралския балет в Кралската опера, Ковънт Гардън, Лондон. През 2012 – 2013 е Резидентен Композитор на гр. Хайделберг, Германия, където композира и дирижира симфонична музика по поръчка на Оркестъра и Генералния Музикален Директор на града Йордан Камджалов. През 2010 – 2011 е Резидентен Композитор на Симфоничния Оркестър на БиБиСи, Лондон по програма за изтъкнати млади композитори . През 2009 в Лондон се състои премиерата на първата му Опера „Огледалото“ по либрето на Марике Ван Ерде, под патронажа на Лейди Солти, Сър Чарлз Маккеръс и Ендрю Ричи . Бил е асоцииран диригент на Лондонската Блуумсбъри Опера, гавен гост-диригент на Лондонския Ансамбъл за съвременна музика „Азалиа“, гост-диригент на Оркестъра на Българското Национално Радио, Софийската Филхармония, Варненската Филхармония, Концертния Оркестър на Лондонската Кралска Академия, и др. Композиции на Георгиев са изпълнявани във Великобритания, САЩ, Франция, Германия, Белгия, Холандия, Япония, Мексико, Канада, Гърция, България, Израел и Италия.
Лауреат е на над 15 национални и международни конкурси за перкусионисти и композитори. За произведението си „Пасакалия по Две Български Теми“ печели конкурс за 75-ата Годишнина на Софийска Филхармония. Произведението е избрано и на Международния композиторски форум „Тактус“ в Брюксел през 2004 г. за изпълнение от Националния Оркестър на Белгия. Същия форум селектира негови творби и през 2008 и 2011 г., които са изпълнявани, записвани и издавани на компактдиск от Брюкселската Филхармония. През 2005 г. поставя транскрипции за маримба на произведения на Панчо Владигеров.